# لارس هینبرگ
لارس هینبرگ (آلمانی: Lars Hinneburg؛ زادهٔ ۱۵ ژوئن ۱۹۶۵) شناگر اهل آلمان بود.